# Mario Caraffini
Mario Caraffini (14 maggio 1926 – Perugia, 23 settembre 2016) è stato un politico italiano.

## Biografia
Amministratore pubblico, lavorò come ragioniere capo dell'Ente Case popolari e fu presidente del Collegio dei revisori. Assessore al comune di Perugia sino al 1970 per il Partito Socialista Italiano, fu sindaco della città dal 1970 al 1975. Tra i fatti più rilevanti del suo mandato da primo cittadino, il raddoppio della portata dell'acquedotto civico e la realizzazione in tempi record dell'allora stadio di Pian di Massiano.
Muore nel settembre del 2016, all'età di 90 anni.